# تاج‌گذاری
تاج‌گُذاری مراسمی است که در آن یک فرمانروا با بر سر گذاشتن تاج یا نیم‌تاج سلطنت یا انجام سایر رسومات به شکل نمادین، رسمیت پادشاهی خود را اعلام می‌کند. در بیشتر تاج‌گذاری‌ها نمایندگان مذاهب اصلی کشور و بلندپایگان کشوری و لشکری و همچنین فرستادگان قدرت‌های خارجی حضور داشته‌اند.

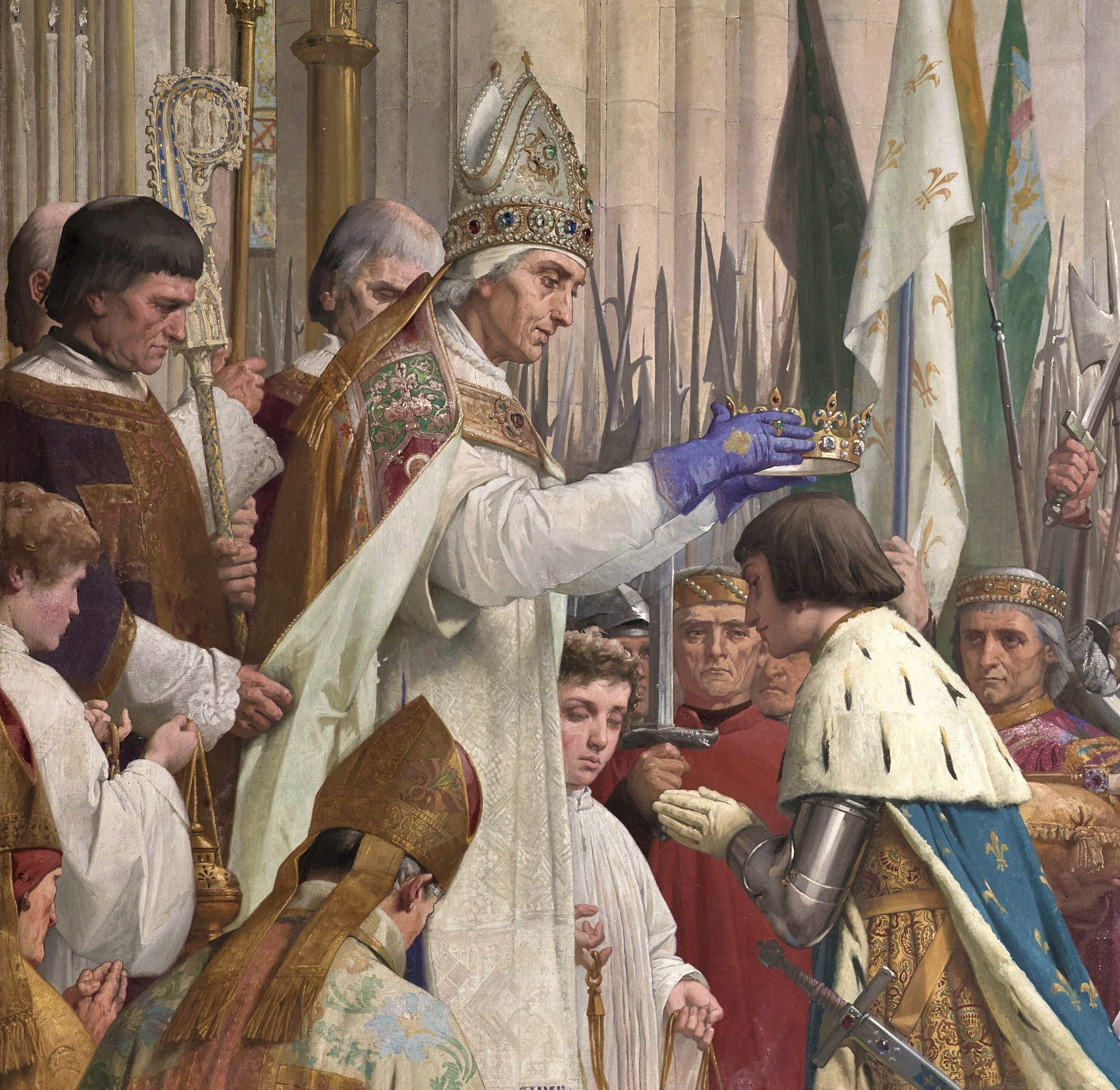
نگاره‌ای از تاج‌گذاری چارلز هفتم فرانسه در سال ۱۴۲۹، اثر ژول اوژن لنوپو در ۱۸۹۰م

## فلسفه پیدایش
بنا بر مستندات تاریخی، منابع اسطوره‌ای و گفته‌ها و باورهای شفاهی، بر تخت نشستن، تاج‌گذاری و سلسله مراتب آن برگرفته از سنت‌های کهن خاورمیانه و ایرانیان نخستین میباشد. ایرانیان معتقد به پیکار دائم نیرو‌های خیر و شر بودند، اهریمن و دیوان خواهان برچیدن نظم ساکن بر کیهان اشه و ایجاد هرج و مرج در خلقت پروردگار بودند. در اینجا بود که انسان به عنوان دارنده جوهر خدایی به عنوان نماینده و جانشین او در زمین به مبارزه با نیروهای شر می‌پرداخت. پادشاه در اینجا مهم‌ترین نقش را داشت و نمادی جزوی از کل بود. او به عنوان تجلی از فر ایزدی و دادن رسمیت به آغاز حرکتش تاج‌گذاری می‌کرد. تاج نمادی از خورشید (مظهر خدا) و تجلی از نور الهی بود و جنبه‌ای عارفانه، نمادین و سیاسی داشت. به همین علت اغلب این تاج به دست موبد موبدان و پارسا‌ترین افراد که نمایندگان مذهبی بودند بر سر پادشاه گذارده می‌شد و گاهی نیز در مستندات از به تخت نشستن صحبت شده که نمادی از همان عرش خداوندی (استقرار خدا در آسمان) اما در زمین است. فردوسی به خوبی این سلسله مراتب را در شاهنامه بیان کرده است؛ چنانکه از شاهنامه بر می‌آید، یکی از سنت‌های بسیار دیرین در ایران این بوده است که چون به پادشاهی می‌رسیدند بر تخت می‌نشستند و تاج‌گذاری می‌کردند. این رسم که تا امروز با تفاوت‌هایی کم و بیش رواج دارد بدین‌گونه است که پادشاه هنگام به تخت نشینی یا تاج‌گذاری، نخست خداوند را سپاسگزاری می‌کند و آن‌گاه برنامه کار خویش را همراه با پندها به بزرگان و سران کشور و لشکر که در پیشگاه هستند می‌گوید و چون سخنان شاه پایان می‌یابد برخی از نامداران گاهی به او پاسخ می‌دهند و آنگاه بر وی آفرین می‌خوانند و بر تاج و تختش زر و گوهر می‌افشانند و از پروردگار می‌خواستند که سالیان دراز او را برای کشور زنده نگه دارد.
آئین شاهان پیشین درباره تاج‌گذاری از روی گفته شاهنامه چنین بوده است که موبد موبدان با سه تن از مردمان بینادل و خردمند تاج و تخت زرین را می‌آراستند تا هنگام به تخت نشستن شاه همه چیز فراهم باشد و چون شاه بر گاه می‌نشست موبد تاج زر را بر سر شاه می‌نهاد و دو رخ را به شادی بَر برِ شاه می مالید و سپس هرکس که نثار نزد پادشاه می برد. پادشاه آن را به خواهندگان می‌بخشید و به سپاهیان خود درم و دنار میداد.

## تاج‌گذاری وارث بلافصل

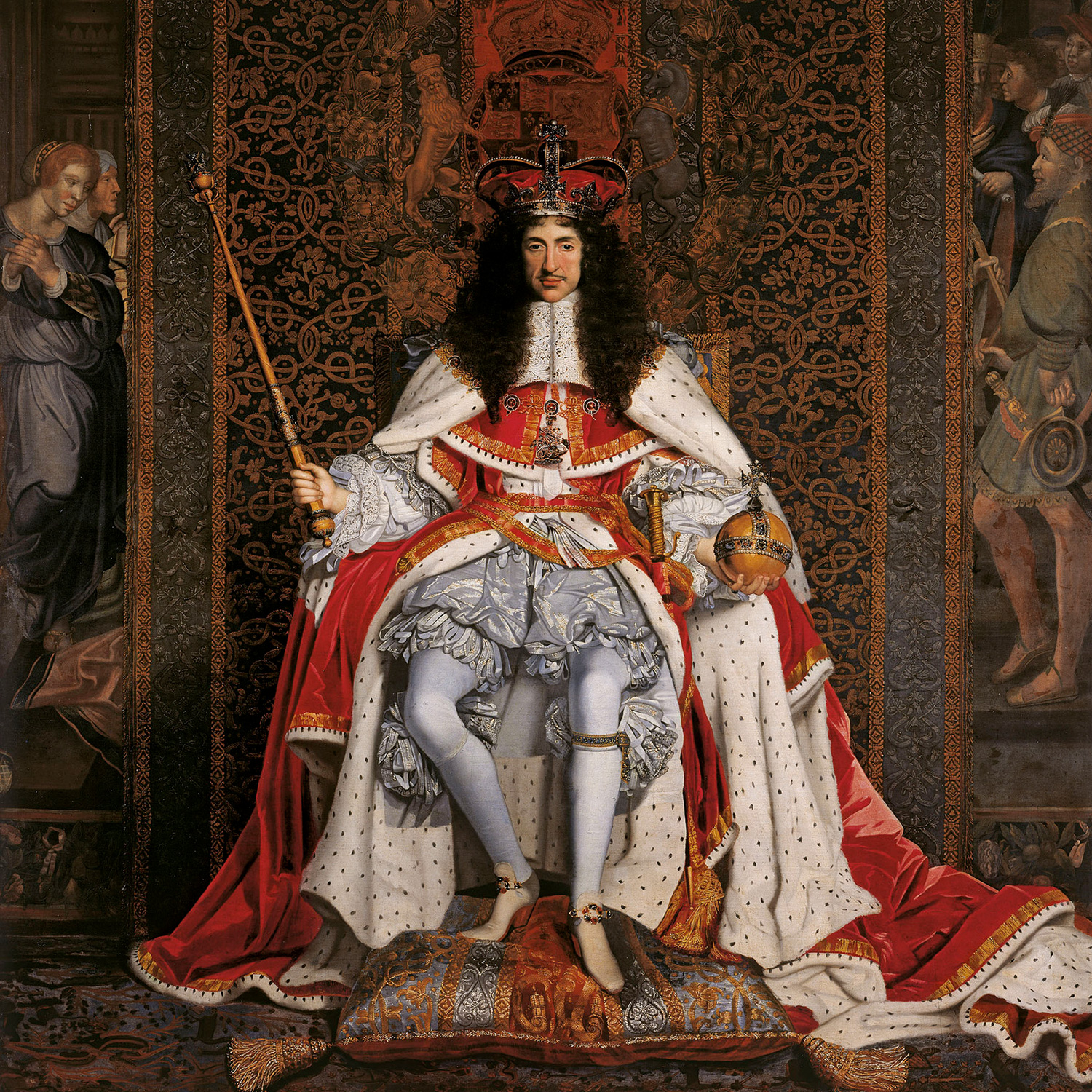
تاج‌گذاری چارلز دوم، شاه انگلستان، اسکاتلند و ایرلند، اثر جان مایکل رایت.

رسم تاج‌گذاری در غرب نیز برگرفته از امپراتوری خاورمیانه سرچشمه می‌گیرد. بسیاری از امپراتور‌ها تصمیم گرفتند که به مانند رسم پارسیان و مردمان بین‌النهرین فرزندان خود را به عنوان وارث انتخاب کنند که البته تغییراتی را نیز در آن اعمال داشتند، چنین بود که به جای اینکه آنها را به عنوان «سزار» (وارث ظاهری) بگذارند، مستقیماً به «آگوستوس» (امپراتور) ارتقا دهند. این امپراتورهای مشترک از قدرت واقعی استفاده نمی‌کردند و اغلب از شمارش امپراتورها حذف می‌شوند، زیرا تاجگذاری آنها فقط برای حل و فصل جانشینی عمل می‌کرد. اولین تاج گذاری شناخته شده یک امپراتور در سال ۳۶۷ اتفاق افتاد، زمانی که والنتینیان یکم پسر ۸ ساله خود گراتیان را تاجگذاری کرد. پس از سلطنت لئون یکم، وارثان ظاهری -هم فرمانروایان اسمی با عنوان آگوستوس و بعدها باسیلیوس) توسط پاتریارک کنستانتینوپل تاجگذاری کردند، مانند پسر ۶ ساله او لئون دوم در سال ۴۷۳.
در طول قرون وسطی، پادشاهان فرانسه از دودمان کاپت تصمیم گرفتند که برای اجتناب از اختلافات جانشینی، وارث بلافصل خود را در طول زندگی خود تاجگذاری کنند. این روش بعدها توسط پادشاهان انگلستان از آنژوین، پادشاهان مجارستان و سایر پادشاهان اروپایی پذیرفته شد. از لحظه تاجگذاری، وارثان به عنوان پادشاهان کوچک (به لاتین: rex junior) در نظر گرفته می‌شدند، اما آنها قدرت کمی داشتند و از نظر تاریخی در صورت فوت پدران خود در شمارش پادشاهان قرار نمی گرفتند. اشراف این رسم را دوست نداشتند، زیرا شانس آنها را برای بهره‌مندی از اختلاف احتمالی جانشینی کاهش میداد.
آخرین وارث ظاهری تاج و تخت فرانسه که در زمان حیات پدرش تاجگذاری کرد، فیلیپ دوم آینده بود. تنها وارث تاج‌گذاری آشکار تاج و تخت انگلستان هنری پادشاه جوان بود که ابتدا به تنهایی و سپس با همسرش، مارگارت فرانسوی تاجگذاری کرد. شایان ذکر است که استیون، پادشاه انگلستان در زمان حیات خود تلاش کرد تا پسرش یوستاس چهارم بولونی را تاج گذاری کند، اما با مخالفت جدی پاپ مواجه شد، زیرا کلیسا نمی‌خواست مداخله گر در اختلافات داخلی انگلستان پس از مرگ هنری یکم باشد. این رویه در نهایت توسط همه پادشاهی‌هایی که آن را پذیرفته بودند، کنار گذاشتند، زیرا قواعد اولیه گرایی قوی‌تر شد. آخرین تاجگذاری یک وارث ظاهری، به استثنای تاجگذاری چارلز، شاهزاده ولز در سال ۱۹۶۹، تاجگذاری امپراتور آینده فردیناند یکم، امپراتور اتریش-مجارستان پادشاه مجارستان در سال ۱۸۳۰ به عنوان پادشاه جوان بود.

## نگارخانه

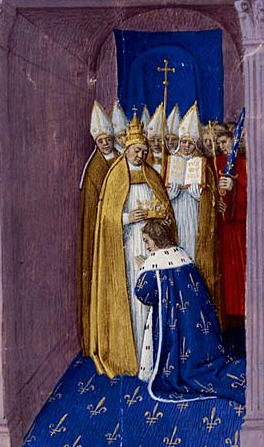
تاج‌گذاری پپن کهتر
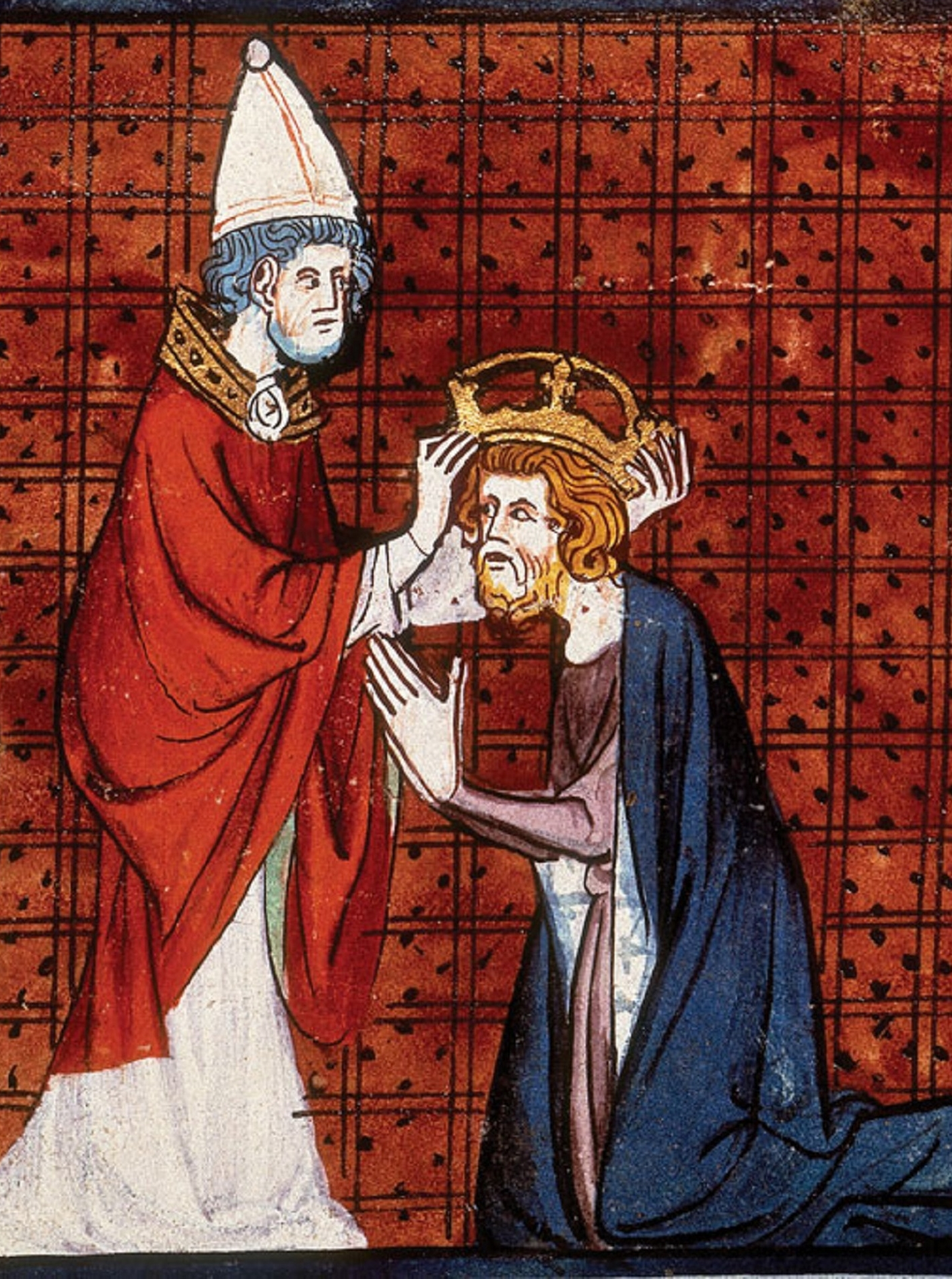
تاج‌گذاری شارلمانی توسط پاپ لئون سوم
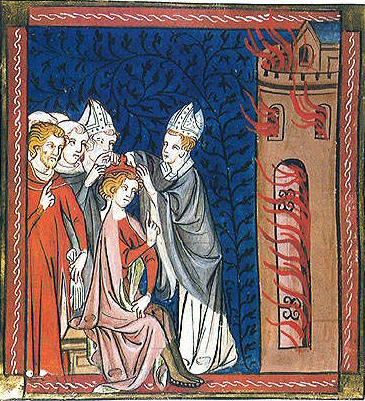
تاج‌گذاری ریچارد اول انگلستان
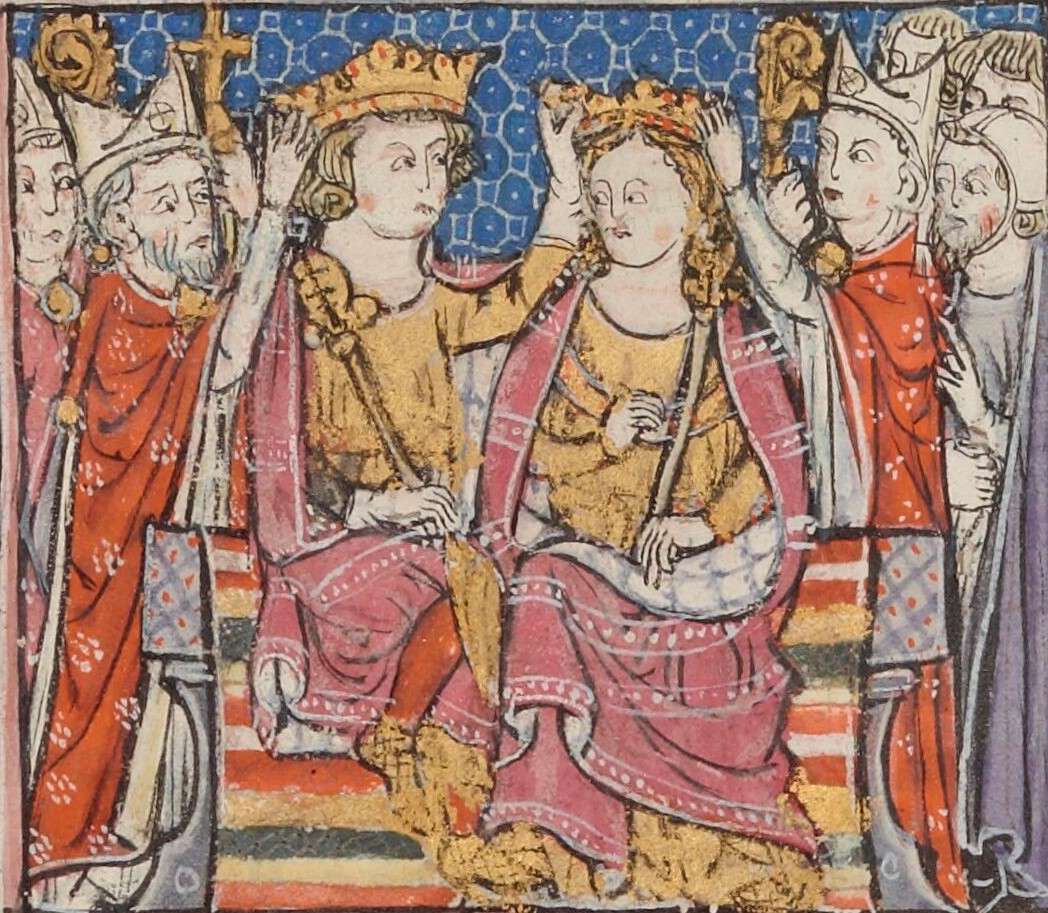
Coronation of Maria of Montferrat and John of Brienne,  King of Jerusalem and Latin Emperor of Constantinople
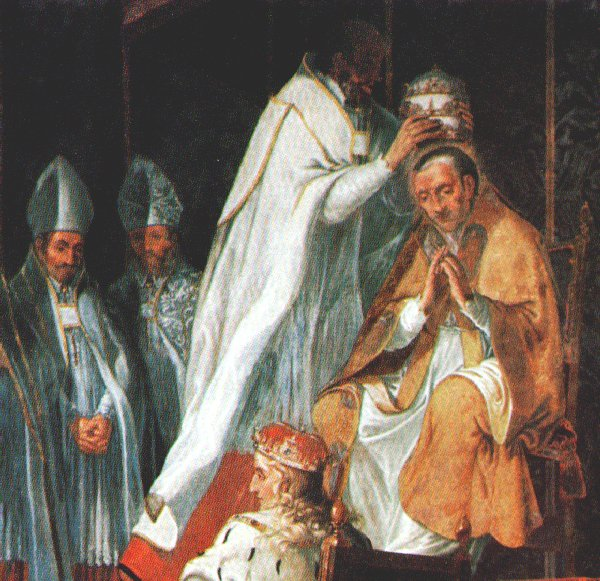
Coronation of Pope سلستین پنجم.
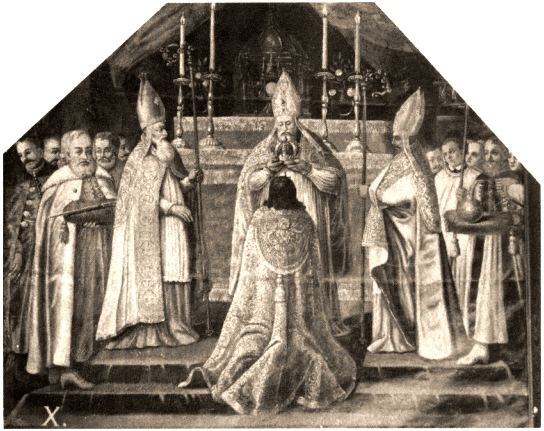
Coronation of ژان دوم کازیمیر واسا
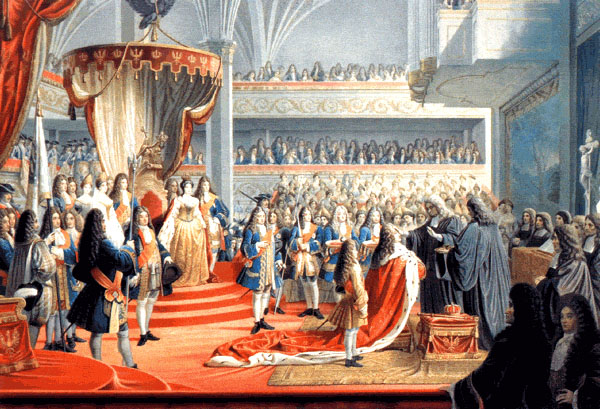
فریدریش دوم،  being anointed by two Protestant bishops after his coronation at کونیگسبرگ، پروس in 1701.
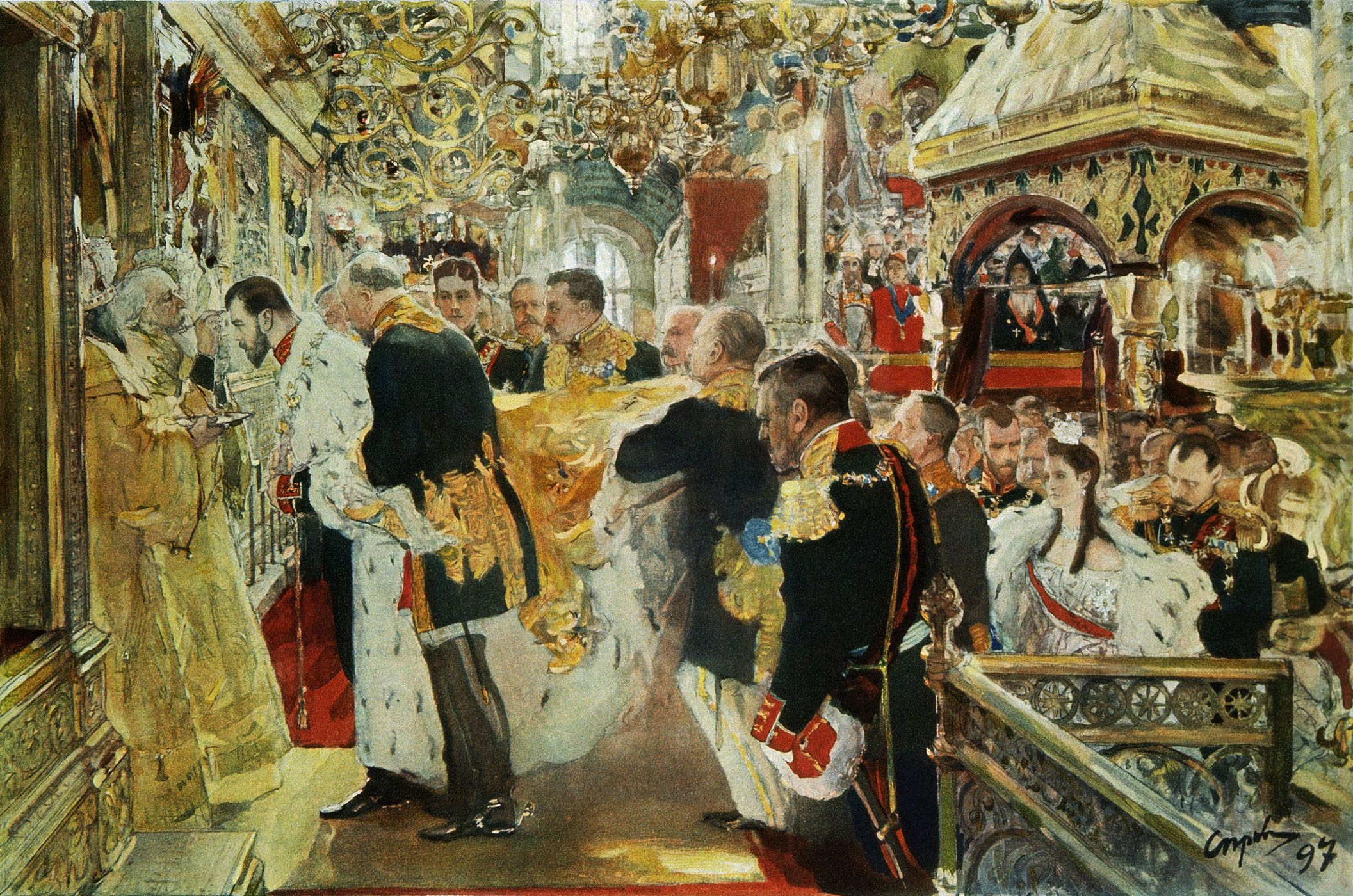
Anointing of Tsar نیکلای دوم during his coronation in 1896.
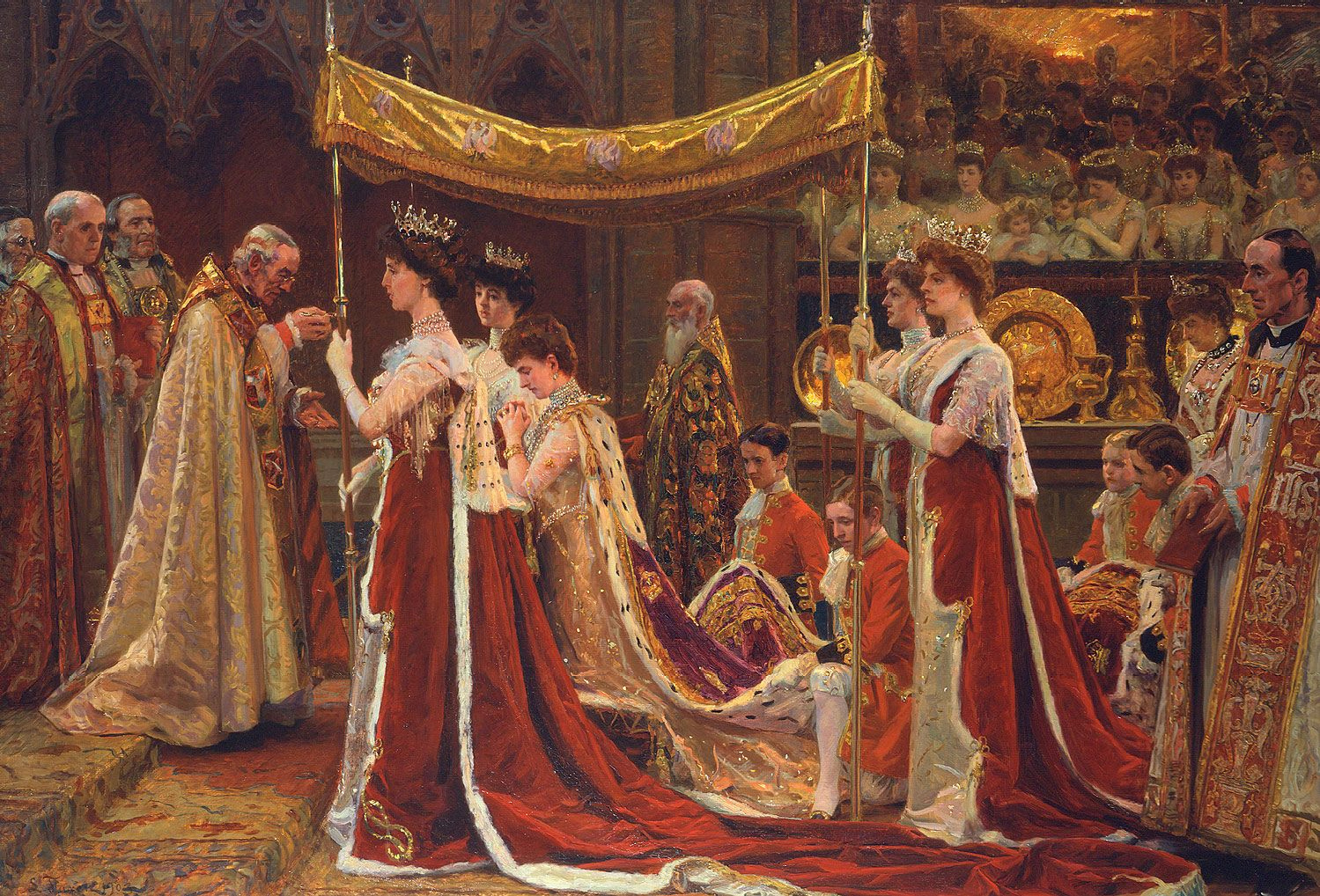
مسح [[الکساندرای دانمارکی|ملکه الکساندرا در مراسم تاجگذاری ادوارد هفتم پادشاهی متحده
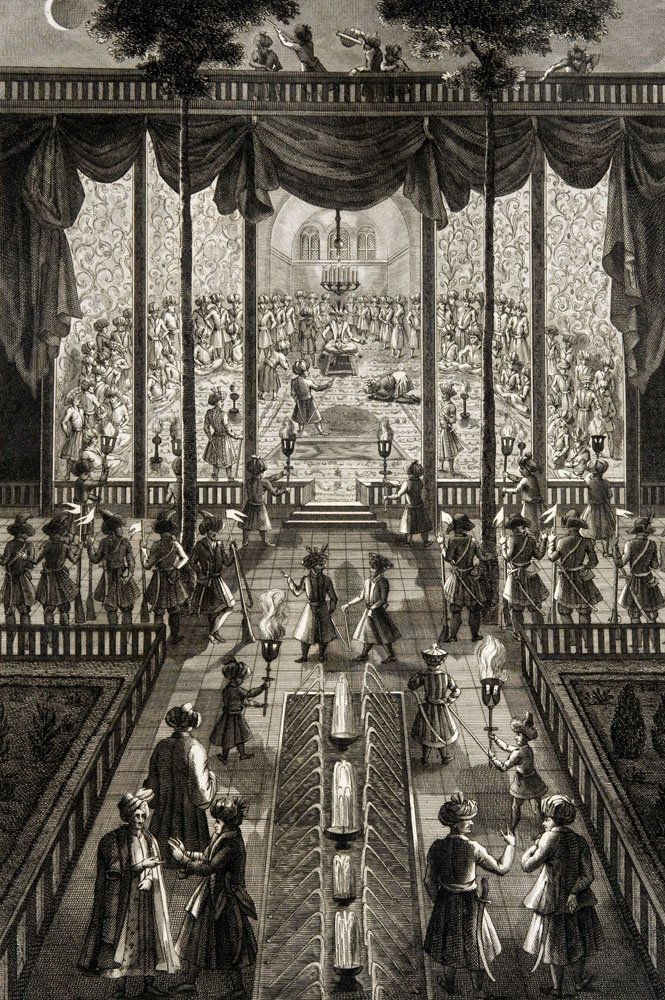
مراسم تاجگذاری شاه سلیمان در اول فروردین سال ۱۶۶۶ میلادی در اصفهان
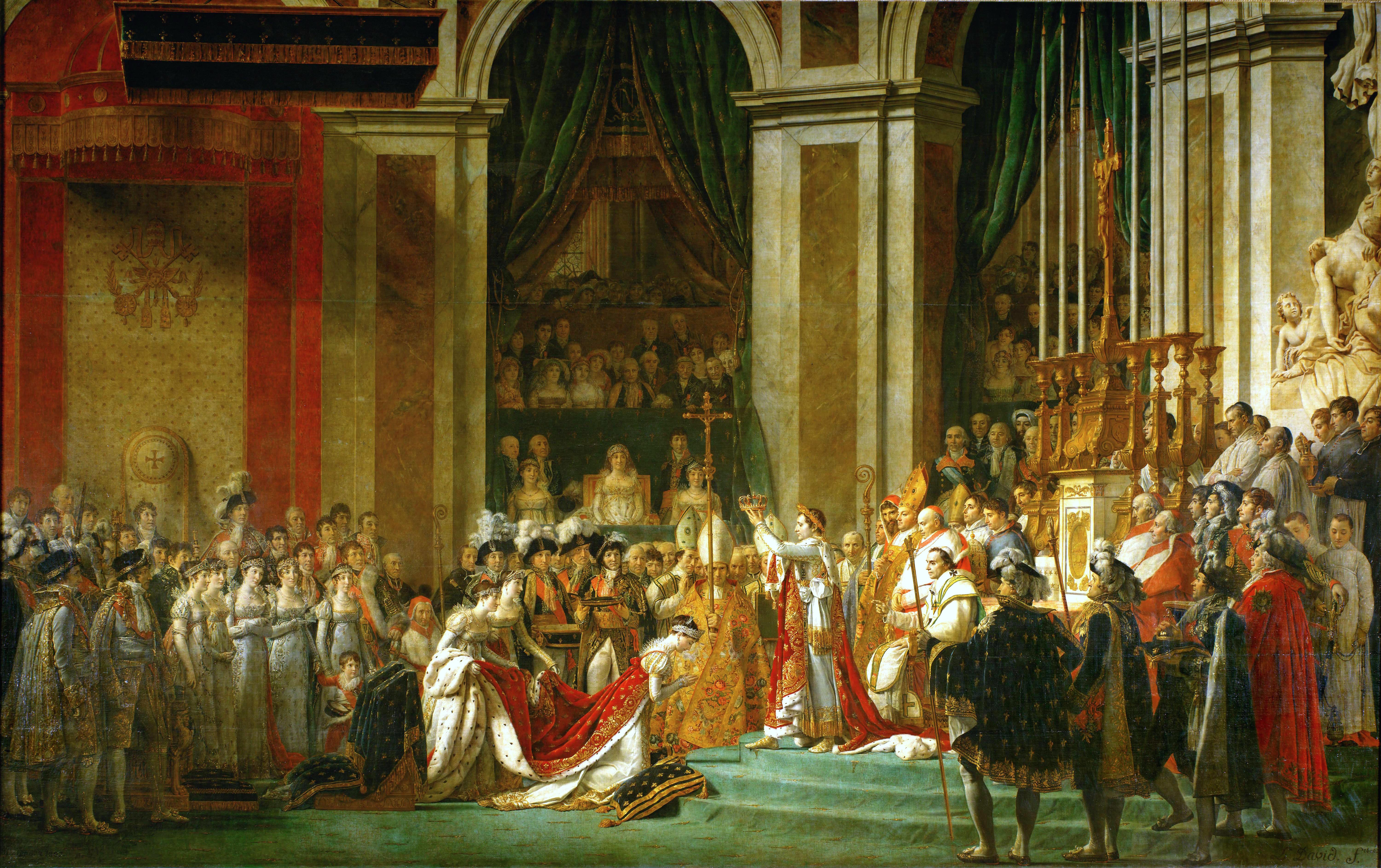
تاج‌گذاری ناپلئون